# Омар Хамаха
Омар Хамаха (фр. Omar Hamaha; 5 июля 1963, Мали — 8 марта 2014) — малийский и азавадский военный и политический деятель. С 15 июля 2012 президент Переходного совета Исламского Азавада. Лидер боевиков «Ансар ад-Дин».

## Биография
Родился в малийском городе Кидаль.
В 2000 году вступил в «Ансар ад-Дин».

## Президент Азавада
Участвовал в Туарегском восстании. До мая 2012 года его группировка была в союзе с НДОА. 15 июля 2012 года в ходе боёв за Гао город был взят, а Омар был провозглашён президентом Азавада. После начала в январе 2013 года интервенции Франции, командовал сопротивлением вооружённым силам. 8 марта 2014 года по сообщению малийских военных, Омар Хамаха был убит в перестрелке с французскими войсками на северо-востоке Мали.